# ジョン・ジョージ・ブラウン
ジョン・ジョージ・ブラウン（John George Brown、1831年11月11日 - 1913年2月8日）は、イギリス生まれのアメリカ合衆国の画家である。子供たちを描くのを得意とし、アメリカで人気のある画家になった。

## 略歴
イングランドのダラムで破産した法律家の息子に生まれた。14歳からガラス職人の見習いとして働いた。1849年からニューカッスル・アポン・タインの美術学校の夜間コースで学び1852年からエディンバラのガラス工場に移り、エディンバラの美術学校(Trustees Academy)の夜間コースで学んだ 。1853年にアメリカ合衆国に移住し、ニューヨークに住んだ。ニューヨークではナショナル・アカデミー・オブ・デザインでトーマス・カミングス(Thomas Seir Cummings)に学んだ。
1855年頃、ブルックリンのガラス会社で働いていて、経営者に気に入られ後にその娘と結婚し、画家としての仕事に専念することができた。1861年にナショナル・アカデミー・オブ・デザインの正会員に選ばれた。1866年にはアメリカ水彩画家協会（American Society of Painters in Watercolor、現在の American Watercolor Society）の創立メンバーとなり1887年から1904年の間会長を務めた。1899年から1904年の間はナショナル・アカデミー・オブ・デザインの副会長も務めた。
子供を描いた明るい雰囲気の絵画を得意とした。いくつかの作品は石板画で複製され、茶製品の景品として配布され多くのロイヤリティをブラウンにもたらした。

## 作品

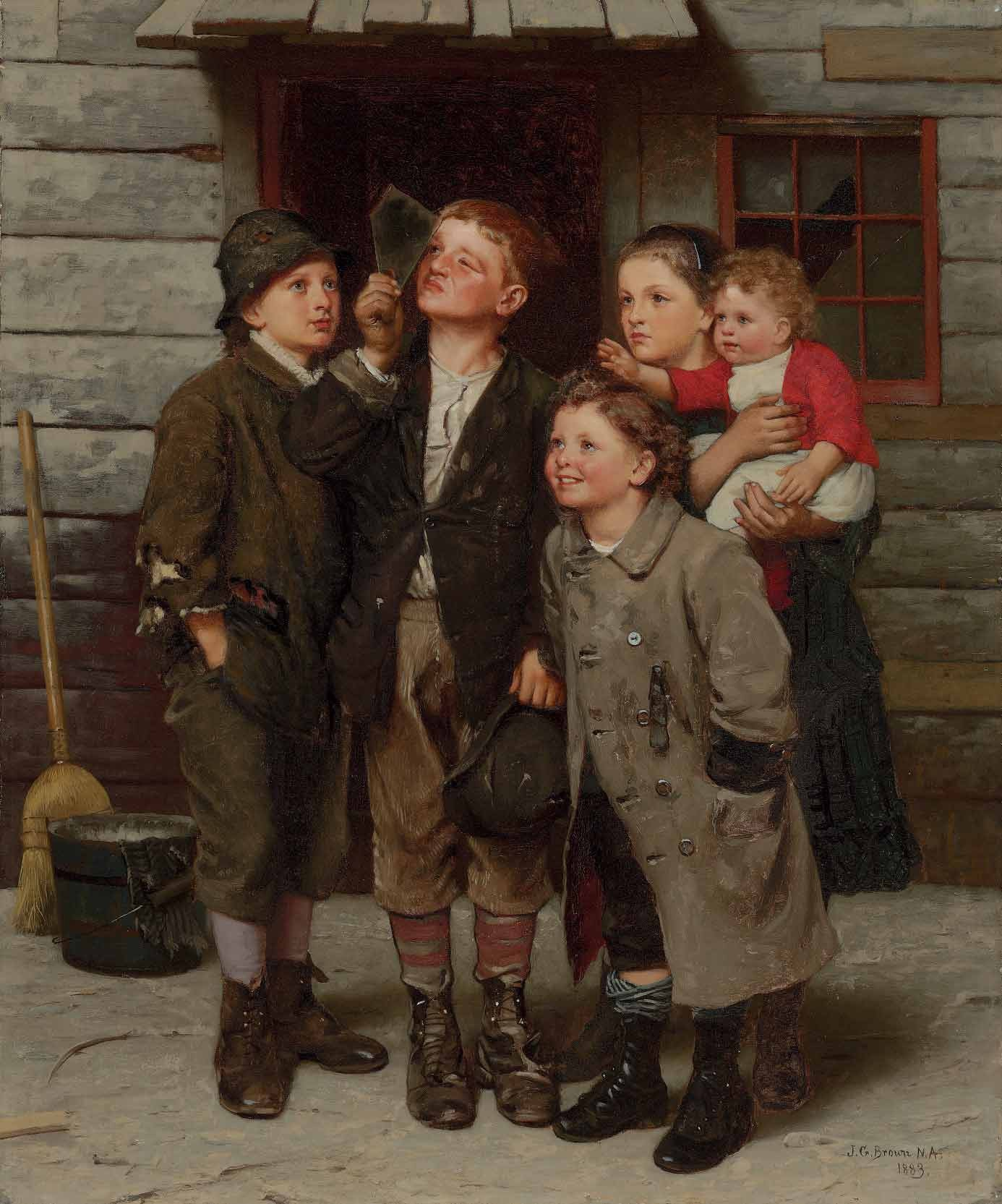
「金星の日面通過」(1883)
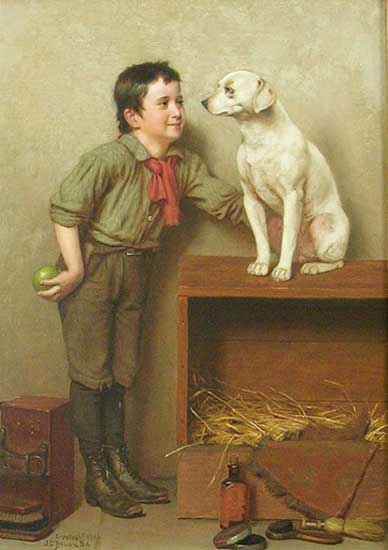
「大好きなペット」(1906)
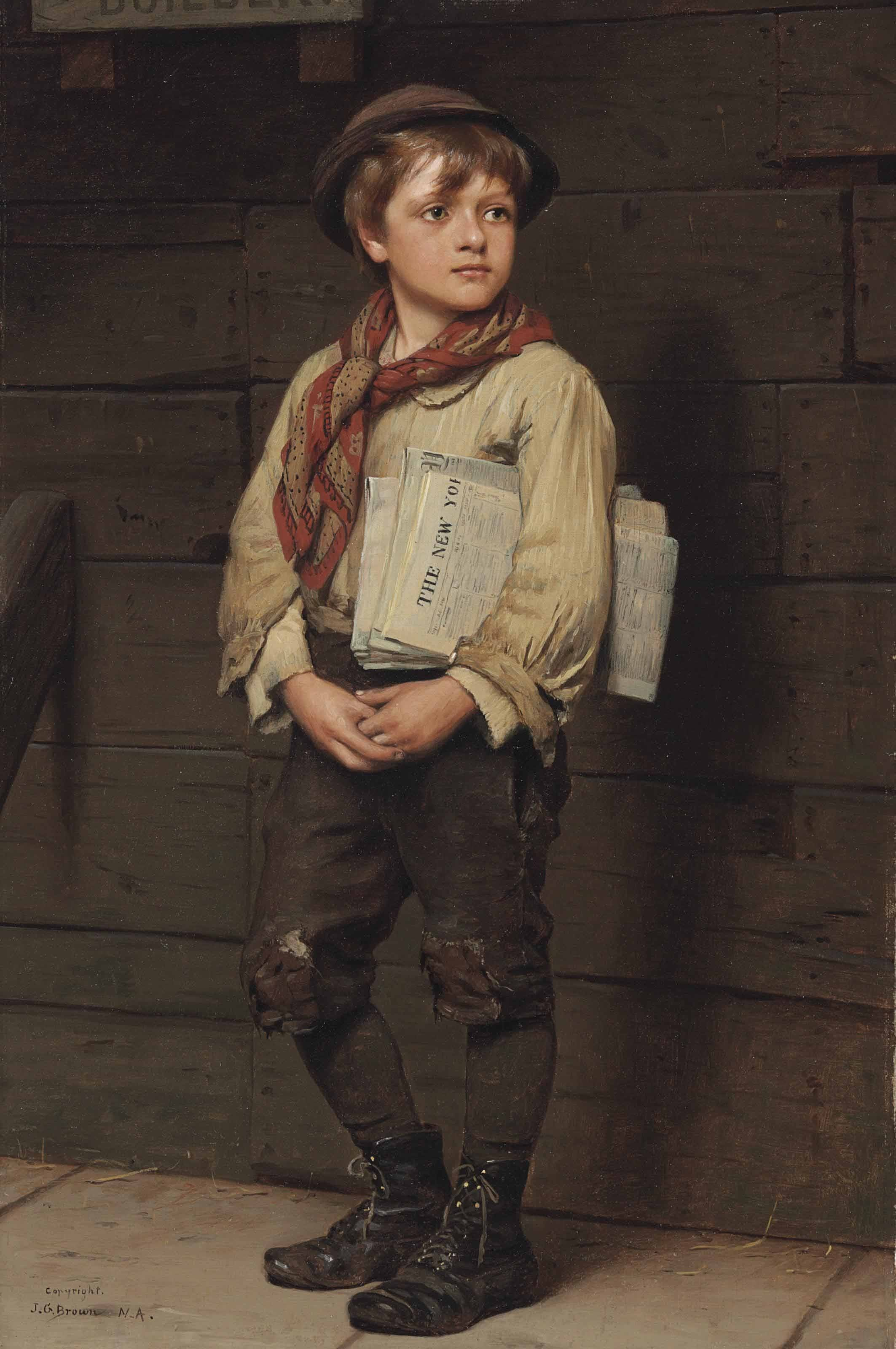
「新聞売りの少年」(c.1889)
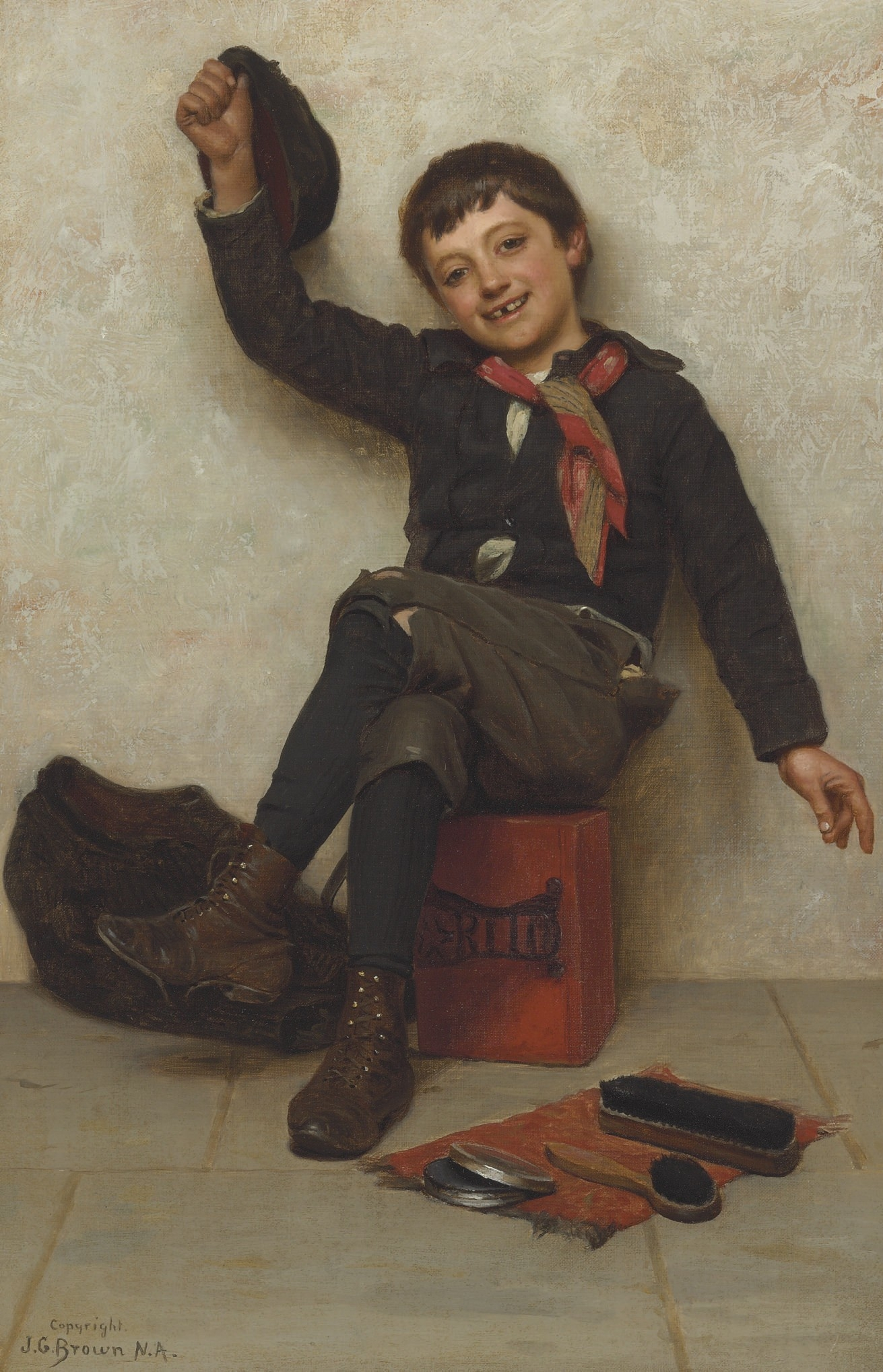
「靴磨きの少年」(1897)